# General José de San Martín (departament)
Departament General José de San Martín (hiszp. Departamento General José de San Martín) – departament w Argentynie, położony północnej części prowincji Salta. Stolicą departamentu jest Tartagal. W 2010 roku populacja departamentu wynosiła 141683.
Od południa graniczy departamentem Orán, od północy z Boliwią, a od wschodu z departamentem Rivadavia.
Przez departament przechodzą główne drogi Droga krajowa 34, Droga krajowa 81. W miejscowości Salvador Mazza znajduje się przejście graniczne z Boliwią. Dużą część departamentu obejmuje las tropikalny, pozostała to terenu uprawno-hodowlane. Przeważa hodowla bydła.
W skład departamentu wchodzą m.in. miejscowości: Aguaray, Embarcación, General Ballivián, General Mosconi, Salvador Mazza, Tartagal.